# Brda (Drvar)
Pour les articles homonymes, voir Brda.
Brda (en serbe cyrillique : Брда) est un village de Bosnie-Herzégovine. Il est situé dans la municipalité de Drvar, dans le canton 10 et dans la fédération de Bosnie-et-Herzégovine. Selon les premiers résultats du recensement bosnien de 2013, il compte 17 habitants.

## Démographie

### Évolution historique de la population
| 1948 | 1953 | 1961 | 1971 | 1981 | 1991 | 2013 |
| ---- | ---- | ---- | ---- | ---- | ---- | ---- |
| -    | -    | 137  | 93   | 82   | 45   | 17   |

|  |

### Répartition de la population par nationalités (1991)
En 1991, les 45 habitants du village étaient tous serbes.